# Organisk psykos
Organisk psykos är en form av psykos som har organiska orsaker, det vill säga beror på ett sjukligt tillstånd eller en kroppslig skada. Till organiska psykoser förs ibland drogutlösta psykoser, så kallade toxiska psykoser. Ovanligare orsaker är vissa autoimmuna sjukdomar som drabbar hjärnan eller psykos i samband med hjärntumör.

## Diagnostik och orsak
Organiska psykoser orsakas av strukturell dysfunktion, fysiologisk dysfunktion (exempelvis sjukdom) i hjärnan.
Orsaken till att en sådan sjukdom orsakar en psykos är ofta att sjukdomen påverkar nivåerna av, känsligheten inför eller aktiviteten på dopamin, serotonin, noradrenalin med mera, och beroende på var i hjärnan påverkan sker och vilken signalsubstans som berörs kan psykosen påminna mer om schizofreni, vanföreställningssyndrom eller bipolär sjukdom.
Det finns ett flertal endokrina sjukdomar och näringsrubbningar som kan orsaka organiska psykoser. Dessa innefattar hypotyreos, giftstruma, Cushings syndrom, andra sjukdomar i sköldkörteln, bisköldkörteln, binjurarna och hypofysen, med mera. Organiska psykoser kan också uppstå till följd av en degenerativ eller traumatisk hjärnskada, hjärninflammation (t.ex. NMDA-receptorencefalit), hjärnhinneinflammation eller hjärntumör, vilka påverkar hjärnaktiviteten. Ytterligare en orsak kan vara näringsbrist; hjärnan är beroende av näring för att fungera normalt.
Vad som möjligen kan indikera att en psykos är organisk, är arten av vanföreställning, tankestörning eller hallucination, samt eventuellt tremor och arten av motorisk påverkan. Vid demens är tankestörningarna okomplicerade, men vid organiska psykoser kan mer komplexa tankestörningar förekomma vid en i övrigt fungerande intellektuell förmåga, samt vara knutna till ett visst ämnesområde.

### Tyreoidea och psykoser
Amygdala och hippocampus har många sköldkörtelhormonreceptorer, och både tyroxin och trijodtyronin samverkar med flera signalsubstanser, vilket är några förklaringar till att problem med sköldkörteln ofta åtföljs av psykiska besvär.
Psykoser vid giftstruma, tyreotoxiska psykoser, kan uppträda både under sjukdomen, under behandlingen och efteråt. Som regel verkar den tyreotoxiska psykosen som en affektiv psykos och uppvisar ofta samtidigt paranoida symtom. Störningar kan också förekomma vid subklinisk giftstruma, och ofta ses en mindre påverkan på tyreoideahormonerna än på TSH vid psykos. De maniliknande symtomen är dock inte som vid bipoär sjukdom kombinerad med en ökad företagsamhet, utan vid giftstruma är personen samtidigt apatisk. Psykosen och andra psykiska besvär försvinner som regel vid behandling av giftstruman.
En mer välstuderad form av organisk psykos är det så kallade myxödema vansinnet, psykoser som uppstår på grund av hypotyreos. En uppgift från 1800-talet är att ungefär hälften av alla hypotyroida personer har hallucinationer och vanföreställningar, medan nyare statistik visar på att psykos förekommer i mellan 5 och 15% av fallen. Ett flertal patienter söker sig till sjukvården för de psykiska besvären, inte för hypotyreosen. Det myxödema vansinnet brukar uppkomma efter någon månad eller något år efter att mer allmänna psykiska besvär uppkommit. Liksom vid tyreotoxisk psykos visar sig det myxödema vansinnet ofta som en affektiv störning.

### Cushings syndrom
Cushings syndrom är ett tillstånd av för höga nivåer av kortisol. Till syndromet hör ofta olika former av psykiska störningar, med en prevalens på omkring 80%. Det rör sig framför allt om depressioner, men i sällsynta fall kan även organiska psykoser förekomma.

### Paratyreoidea och kalcium
Sjukdomar som beror på nivåerna av paratyreoideahormon och kalcium, såväl hyper- som hypoparatyreos, kan ge psykoser. 
Hyperparatyreoidism och hyperkalcemi kan uppträda som paranoida psykoser, och påträffas oftast hos kvinnor över 50 år. Psykoser vid hypoparatyreos förekommer ofta när personen också lider av hypokalcemi och magnesiumbrist.